# シルニジピン
シルニジピン（Cilnidipine）とは カルシウム拮抗薬のひとつで高血圧症治療薬のこと。日本ではアテレック錠の商品名で持田製薬から発売されている。インドでは、Cilacar の商品名で販売されている。
シルニジピンは他のカルシウム拮抗薬同様にL型カルシウムチャネルを阻害する他に、交感神経終末にあるN型カルシウムチャネルを阻害する。それゆえ未だその効果については未解明の点がある。尿酸低下作用、心拍数低下作用など独特な効能ももつ。
シルニジピンは富士レビオと味の素により日本で開発され、1995年に日本で発売された。富士レビオからはシナロングの商品名で併売されたが、その後ユーシービージャパン、キッセイ薬品工業と販売企業は変遷し、ユーシービージャパンによる製造事故のあおりを受け、シナロングは製造・発売中止となっている。(平成22年5月より経過措置に入った。)

## 適応
- 高血圧症[1]

## 特徴
- シルニジピンは基礎実験(ラット)において、交感神経活性を抑制し血中カテコラミンを低下させ、レニン・アンジオテンシン系も抑制する。[2]
- 糖尿病合併高血圧患者の血圧を低下させると同時に血清尿酸値も低下させた[3][4]。
- シルニジピンによりヒト高血圧患者において、尿中アルブミン排泄が低下した[5]。
- CARTER試験においてアムロジピンに比べ、蛋白尿を軽快させた[6]。

## 副作用
重大な副作用には、AST(GOT)、ALT)(GPT)、γ-GTPの上昇等を伴う肝機能障害・黄疸（頻度不明）と血小板減少（0.1%未満） がある。

## 類似する医薬品
商品名アテレックに類似する医薬品として、アレロック (一般名:オロパタジン)が存在する。第二世代抗ヒスタミン薬であり効能効果が全く異なるため注意を要する。また、アロテック (一般名:オルシプレナリン)も類似する名称ではあるが、2010年に販売中止となっている。